# シャンティ (企業)
株式会社シャンティは、東京都台東区に本社を置くIDAグループの化粧品メーカーである。

## 沿革
- 1971年（昭和46年）- 「シャンティ」を発売。
- 1978年（昭和53年）- シャンティ部門を分離し、会社設立。
- 2018年（平成30年）- 本部を東京都新宿区市谷本村町1-1から現在地に移転。

## 事業所
本社
- 〒111-0053 東京都台東区浅草橋1-9-2

本部
- 〒102-0083 東京都千代田区麹町4-2-6 住友不動産麹町ファーストビル

## ブランド
- スウィーツ スウィーツ
- マペペ
- ロージーローザ
- デュカート
- チャスティ
- フットエステ
- テックスメックス
- アストレアヴィルゴ